# Murus dacicus

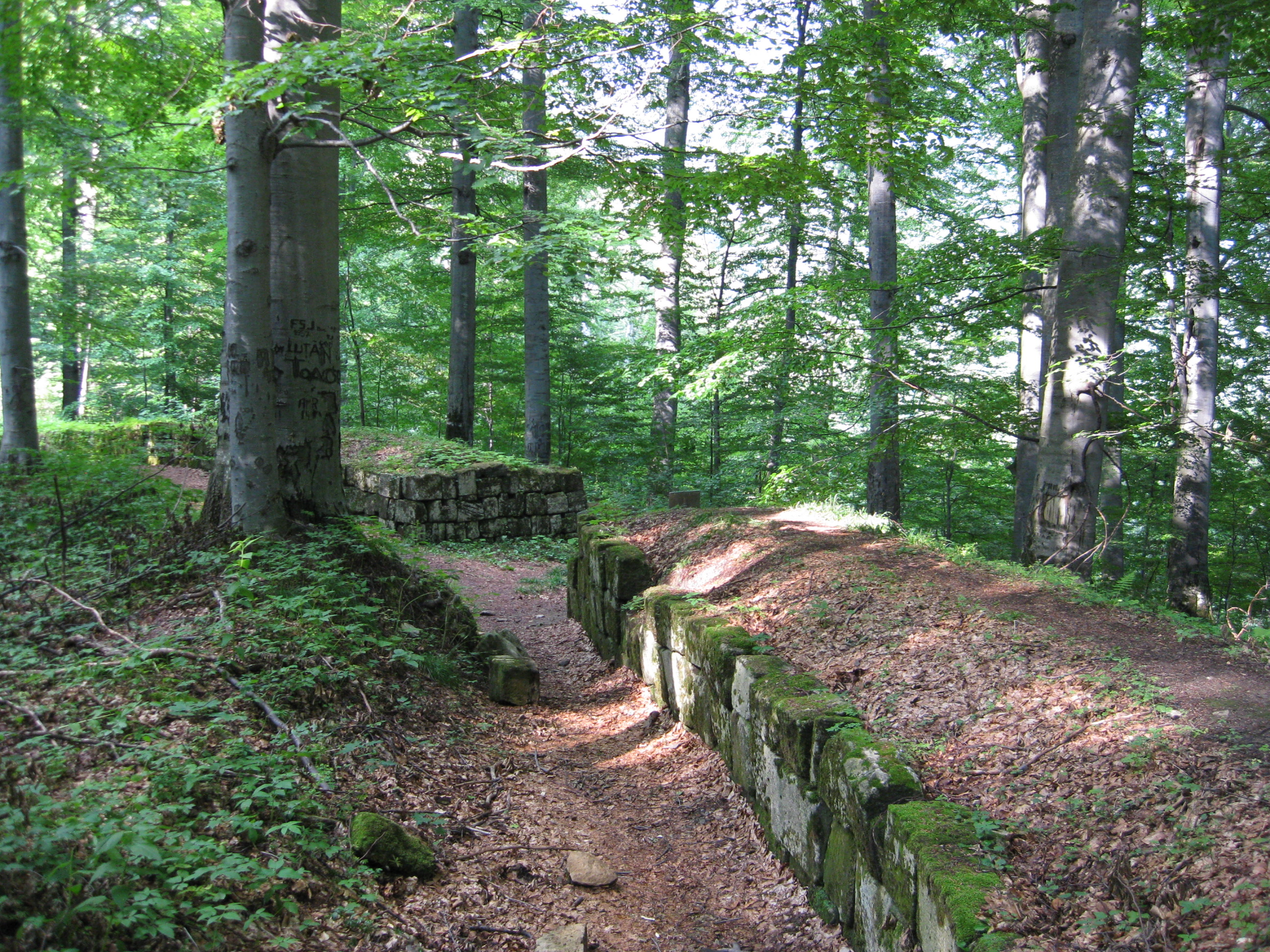
Murus dacicus, Sarmizegetusa Regia.

Il Murus dacicus (espressione latina per muro dacico) è un metodo di costruzione di muri di difesa e fortificazioni, sviluppato nell'antica Dacia prima della conquista romana. Questo metodo di costruzione è un ibrido tra metodi tradizionali dei costruttori Daci e tecniche importate dalla architettura e muratura greca e romana. Sebbene qualche tecnica simile sia stata utilizzata prima, durante e molto dopo, questo metodo di costruzione ha particolarità che la contraddistinguono come unica. 

## Tecnica e fasi costruttive
- Il murus dacicus consisteva in due muri esterni fatti di blocchi di pietra tagliati con molta precisione nella forma di parallelepipedi rettangolari; apparentemente non era utilizzata malta: il muro era realizzato con il metodo della costruzione a secco.
- Dopo che ogni strato dei muri esterni era costruito, lo spazio vuoto tra questi due veniva riempito con pietrame grezzo, legato con l'uso di argilla, a formare un conglomerato fortemente compatto.
- Per compensare la pressione interna offerta dal materiale di riempimento fortemente compresso, la struttura era consolidata al livello di ogni strato orizzontale con travi, che connettevano le due file murarie esterne per mezzo di incastro alla superficie superiore dei blocchi (per questo c'era il bisogno di grandi blocchi di pietra della stessa dimensione): per realizzare gli incastri, destinati ad ospitare le estremità delle travature lignee orizzontali, venivano incisi nei blocchi dei canali; per aumentare l'efficacia dell'incastro la forma dei canali, e quella delle travi, era rastremata verso l'interno della costruzione.

La costruzione del muro dacico richiedeva molto tempo e lavoro. Un tipico muro del tardo periodo fu costruito in fretta durante gli anni tra le due guerre daciche (quando la Dacia doveva riparare e ricostruire le sue difese): doveva essere spesso 3-4 metri circa e alto 10 metri, un'impresa eccezionale in quelle condizioni.

## Utilizzo
Grazie alla sua grande flessibilità, questa struttura aveva un grande vantaggio sugli altri muri costruiti a secco, in quanto era molto resistente agli urti. Comunque, gli archeologi e gli storici evidenziano la possibilità che questi muri fossero a difesa di palizzate di legno, le quali sono più vulnerabili al fuoco.
Le sei fortezze dacie dei monti Orăștie, il sistema difensivo di Decebalo, oggi inserito nel Patrimonio dell'umanità dell'UNESCO, offrono esempi di questo metodo costruttivo. La tecnica è anche raffigurata nella Colonna Traiana a Roma.